# Max Poole
Max Poole (né le 1er mars 2003) est un coureur cycliste britannique, membre de l'équipe dsm-firmenich PostNL.

## Biographie
Durant son enfance, Max Poole pratique le football et le cyclisme sur piste, avant de passer au cyclisme sur route. En 2019, il remporte à 16 ans la Coppa d'Oro.
En 2020, pour sa première année chez les juniors (17/18 ans), il dispute peu de courses en raison de la pandémie de Covid-19, mais parvient à se classer cinquième du Grand Prix Rüebliland après avoir fini deuxième du contre-la-montre, ainsi que quatrième de La Philippe Gilbert Juniors. L'année suivante, il remporte au Royaume-Uni deux courses par étapes et le championnat national. Il gagne également une étape, ainsi que le classement par points du Grand Prix Rüebliland et se classe dixième du général. Il est ensuite neuvième du championnat du monde sur route juniors, septième de Paris-Roubaix juniors, puis deuxième de La Philippe Gilbert Juniors après avoir remporté la dernière étape.
Pour la saison 2022, il rejoint l'équipe DSM Development qui sert d'équipe réserve à la formation World Tour DSM. Il participe principalement à des courses professionnelles avec l'équipe première, comme le règlement de l’Union Cycliste Internationale le permet. Lors de cette année, il termine notamment sixième du Tour du Val d'Aoste, septième de l'Arctic Race of Norway et dixième du Sazka Tour.
Il rejoint officiellement l'équipe DSM en 2023.
Longtemps blessé en 2024, il fait son retour dans le peloton professionnel à l'occasion du Tour de Burgos.

## Palmarès sur route
- 2019
  - Coppa d'Oro
- 2021
  -  Champion de Grande-Bretagne sur route juniors
  - Tour du Yorkshire juniors
  - Tour du Mendips juniors
  - 1re étape du Grand Prix Rüebliland
  - 2e étape de La Philippe Gilbert Juniors
  - 2e de La Philippe Gilbert Juniors
  - 3e du championnat de Grande-Bretagne du contre-la-montre juniors
  - 9e du championnat du monde sur route juniors
- 2023
  - 1re étape du Tour d'Espagne (contre-la-montre par équipes)
  - 4e du Tour de Romandie
- 2024
  - Tour de Langkawi
    - Classement général
    - 3e étape

  - 2e du Tour de Burgos
  - 7e du Tour des Émirats arabes unis

## Résultats sur les grands tours

### Tour d'Italie
1 participation
- 2025 : 11e

### Tour d'Espagne
2 participations
- 2023 : 49e, vainqueur de la 1re étape (contre-la-montre par équipes)
- 2024 : 35e

## Classements mondiaux
| Année                                 | 2022 | 2023 | 2024 |
| ------------------------------------- | ---- | ---- | ---- |
| Classement mondial                    | 644e | 140e | 76e  |
| UCI Europe Tour                       | 497e | nc   | 61e  |
|                                       |      |      |      |
| Légende : nc = non classéSource : UCI |      |      |      |